# Khuôn Hà
Khuôn Hà là một xã thuộc huyện Lâm Bình, tỉnh Tuyên Quang, Việt Nam.

## Địa lý
Xã Khuôn Hà nằm ở phía bắc huyện Lâm Bình, có vị trí địa lý:
- Phía đông giáp xã Thượng Lâm và huyện Na Hang
- Phía tây giáp xã Phúc Yên
- Phía nam giáp thị trấn Lăng Can
- Phía bắc giáp tỉnh Hà Giang.

Xã có diện tích 145,55 km², dân số năm 2022 là 3.972 người, mật độ dân số đạt 27 người/km².

## Hành chính
Xã Khuôn Hà được chia thành các thôn xóm: Nà Thom, Nà Muông, Ka Nò, Hợp Thành, Na thếm, Nà Chang, Nà Kẹm, Lung May, Nà Vàng, Nà Ráo, Nà Hu, Nà Ho, Nà Cản.

## Lịch sử
Trước đây, xã Khuôn Hà thuộc huyện Na Hang.
Ngày 25 tháng 1 năm 2006, Chính phủ ban hành Nghị định số 14/2006/NĐ-CP. Theo đó:
- Điều chỉnh 3.222 ha diện tích tự nhiên của xã Thúy Loa vừa giải thể, 6.950 ha diện tích tự nhiên của xã Xuân Tân vừa giải thể, 165 ha diện tích tự nhiên của xã Xuân Tiến vừa giải thể về xã Khuôn Hà quản lý
- Điều chỉnh 550 ha diện tích tự nhiên của xã Phúc Yên về xã Khuôn Hà quản lý
- Điều chỉnh 600 ha diện tích tự nhiên của xã Khuôn Hà về xã Phúc Yên quản lý.

Sau khi điều chỉnh, xã Khuôn Hà có 14.087 ha diện tích tự nhiên và 3.041 người.
Ngày 28 tháng 1 năm 2011, Chính phủ ban hành Nghị quyết số 07/NQ-CP. Theo đó, chuyển toàn bộ 14.554,99 ha diện tích tự nhiên và 3.553 người của xã Khuôn Hà về huyện Lâm Bình mới thành lập.